# 가루노촌
가루노촌(軽野村)은 이바라키현 가시마군에 일찍이 존재했던 촌이다.

## 지리
- 현재의 가미스시 북부에 해당한다.
- 촌 지역은 대부분 평지로 이루어져 있다.
- 촌은 도네강 북쪽 기슭에 위치해 있다.

## 역사
- 1889년 4월 1일 - 정촌제 시행에 의해 가시마군 가루노촌이 성립하였다.
- 1955년 3월 1일 - 이키스촌과 합병해 가미스촌이 성립하여, 동일 가루노촌은 폐지되었다.

## 인구
| 1891년 | 4,601 |
| 1920년 | 5,730 |
| 1935년 | 6,382 |
| 1950년 | 9,132 |

## 교통

### 도로
- 2급국도
  - 국도 제124호선

## 참고문헌
- 神栖町史編さん委員会編著『神栖町史 下巻』、神栖町、1989年
- 角川日本地名大辞典編纂委員会『가도카와 일본 지명 대사전 8 茨城県』、가도카와 쇼텐、1983年 ISBN 4040010809